# Marissa Brandt
Marissa Brandt, geb. Park Yoon-jung, (* 18. Dezember 1992 in Seoul) ist eine südkoreanische Eishockeynationalspielerin, die in den Vereinigten Staaten aufgewachsen ist und seit 2017 für Phoenix in der Korean Women’s Hockey League spielt. Ihre Adoptivschwester Hannah Brandt ist Mitglied der Frauen-Eishockeynationalmannschaft der Vereinigten Staaten.

## Karriere
Brandt, die als Park Yoon-jung in Seoul zur Welt kam, wurde vier Monate nach ihrer Geburt vom Ehepaar Greg und Robin Brandt aus dem US-Bundesstaat Minnesota adoptiert, das wenige Monate später selbst eine Tochter zur Welt brachte. Gemeinsam wuchsen die in Marissa umbenannte Park und ihre Adoptivschwester Hannah auf und versuchten sich zunächst im Eiskunstlauf. Nachdem Hannah bald zum Eishockey wechselte, strebte Marissa ihrer Schwester nach und so spielten beide gemeinsam. Zwischen 2009 und 2011 waren beide für das Schulteam der Hill-Murray High School aktiv.
Anschließend trennten sich die Wege der beiden. Während Marissa Brandt am Gustavus Adolphus College studierte und in der Division III der National Collegiate Athletic Association für das dortige College-Eishockeyteam auflief, entschied sich Hannah Brandt nach ihrem Abschluss im folgenden Jahr für die University of Minnesota. Dort entwickelte sie sich zu einer der besten Spielerinnen und debütierte als 18-Jährige im US-amerikanischen Nationalteam. Marissa Brandt besann sich nach Abschluss des Colleges auf ihre südkoreanischen Wurzeln, ohne jedoch den Kontakt zu ihrer Adoptivfamilie abreißen zu lassen, und spielte fortan in der Korean Women’s Hockey League. Bei der Weltmeisterschaft 2017 der Division II, Gruppe A debütierte sie im südkoreanischen Nationalteam unter ihrem Geburtsnamen und schaffte mit der Mannschaft den Aufstieg in die Gruppe B der Division I. Auch nach einem Wechsel innerhalb der koreanischen Liga blieb sie Mitglied der Nationalmannschaft und war Teil des 35-köpfigen Aufgebots des gesamtkoreanischen Eishockeyteams bei den Olympischen Winterspielen 2018 in Pyeongchang.

## Erfolge und Auszeichnungen
- 2017 Aufstieg in die Division I, Gruppe B bei der Weltmeisterschaft der Division II, Gruppe A